# Sophia DeMuth
Sophia Marion DeMuth (St. Joseph (Missouri), 30 juni 1866 – Ayr (Nebraska), 2 december 1977), geboren als Sophia Papst, was een Amerikaanse supereeuweling en de op één na oudste levende persoon ter wereld. Alleen Alice Coles (1865-1978) was ouder en nog in leven toen DeMuth overleed.

## Levensloop
DeMuth werd geboren in St. Joseph, Missouri, in 1866. Ze verhuisde later naar Californië en werkte daar in een kledingfabriek. In 1899 trouwde ze met de landbouwer en veehouder Oliver DeMuth. Ze woonden eerst in South Dakota, Illinois en vanaf 1907 op de boerderij in Ayr die door haar man Oliver gebouwd was. Hij overleed in 1965 op 101-jarige leeftijd. Sophia DeMuth en haar man liggen begraven op de Blue Valley Cemetery in Ayr.
Het echtpaar kreeg drie dochters en een zoon. Hun dochter Marie DeMuth-Fulkerson bereikte de leeftijd van 108.

## Trivia
- DeMuth gaf aan dat ze Jesse James kende: hij woonde vlakbij haar huis in St. Joseph. Ze herinnerde zich ook dat James in 1882 werd doodgeschoten, toen ze 16 jaar oud was.[2]